# Unforgiven (album)
Unforgiven – album zespołu The Cockney Rejects. Materiał nagrano w okresie lipiec 2005–luty 2007 w studiach: Clydes (Southhampton), Jacobs Studios (Farnham), RSF (Fulham) oraz Trinity Heights (Newcastle).

## Utwory
1. "Cockney Reject" – 3:11
2. "Come See Me" – 2:45
3. "It's Alright Bruv" – 4:03
4. "Fists of Fury" – 2:52
5. "(The Ballad Of) Big Time Charlie" – 3:04
6. "Unforgiven" – 3:27
7. "Useless Generation" – 3:48
8. "Wish You Were'nt Here" – 2:50
9. "I'm Forever Blowing Bubbles" – 3:45
10. "Gonna Make You a Star" – 3:29
11. "Stick 2 Your Guns" – 2:17
12. "(I Don't Wanna) Fight No More" – 3:43

## Skład
- Jeff "Stinky" Turner – wokal
- Mick Geggus – gitara, wokal
- Tony Van Frater – gitara basowa, wokal
- Andrew Laing – perkusja, wokal